# Esfenomegacorona
Em geometria, a esfenomegacorona é um dos sólidos de Johnson (J88). É um dos sólidos de Johnson elementares que não surgem de manipulações de "corte e cola" dos sólidos platônicos ou arquimedianos.